# Esperanza kutatóállomás
Az Esperanza kutatóállomás (spanyolul: Base Esperanza, nevének jelentése „remény”) egy Argentínához tartozó kutatóállomás az Antarktiszon. Argentína úgy tekint rá, hogy Tűzföld tartomány Antártida Argentína megyéjéhez tartozik.
A bázison a hadsereg tagjai, tudósok, iskolai tanárok és a felsoroltak családtagjai élnek, összesen átlagosan 40 fő. Emellett számos turista is meglátogatja a helyszínt, évente átlagosan 1100 fő. Az itteni tudósok szeizmológiával, glaciológiával, geológiával, biológiával (többek között a pingvinek megfigyelésével), paleontológiával, limnológiával és környezettudománnyal foglalkoznak.

## Földrajz
Az állomás az Antarktisz egyik legészakibb pontján, az Antarktiszi-félszigeten található a Foca nevű öböl partján, két kisebb öböl, a tőle nyugatra található Águila és a keletre található Choza között, közvetlenül a tenger partján. Térségét jég borítja, a környező alpesi jellegű gleccserek irányából leereszkedő, akár a 200 km/h sebességet is elérő szelek pedig gyakran szállítanak annyi havat, hogy az a látási viszonyokat jelentősen rontja. Az éves átlaghőmérséklet -20, a legalacsonyabb hőmérséklet -35 °C körül alakul.
A bázis térségében három hegy emelkedik: a Witten, a Taylor és az 530 méter magas Flora. Utóbbinak palarétegeiben számos ősi, a kontinensek kialakulásának korából származó növény lenyomata maradt fenn.
Ma a bázishoz többek között 13 ház, raktárak, betegápoló-helyiség, kápolna, temető, általános iskola, műhelyek, laboratórium, rádióadó és szeizmográf is tartozik.

## Története
Már a 20. század legelején is jártak itt emberek: a svéd Otto Nordenskjöld expedíciójának három tagja hajótörés miatt egy egész telet kénytelen volt itt átvészelni egy kis kőkunyhóban, mire 1903 nyarán segítségükre érkezett az Uruguay nevű hajó. Emiatt nevezték el a svédek a helyet Hoppen Viknek, amelyből a mai név is származik: az esperanza a hoppen szó spanyol fordítása.
Az argentin jelenlét 1952-ben kezdődött, amikor a Bahía Aguirre nevű hajó felszereléseket, ellátmányokat és embereket hozott az Esperanza-öböl partjára, ahol egy kis haditengerészeti támaszpont épült. Azonban egy nagy vihar felborított két nagyobb, a Bahía Aguirréhez tartozó szállítócsónakot, így odaveszett az új bázisra érkező kazán, 49 tonna szén, élelmiszerek, gyógyszerek és további felszerelések is. Hamarosan újabb viharok jöttek, ezek pedig elpusztították azt, amit addig sikerült felépíteni, és még a felállított sátrakat is elvitték. Az 50-körüli létszámú ember az utolsó menedékházban húzta meg magát, bár a szél ennek is levitte a tetejét. Nagyjából egy hónap múlva érkezett meg a Chiriguano nevű hajó, amely újabb ellátmányokat hozott: a helyzet kezdett rendeződni, az építkezés folytatódhatott. A kis állomást végül 1952. március 31-én avatták fel. A rossz időjárás miatt csak egy nagyon kis csoport maradt itt, ők végül 1953. december 17-ére tudták felállítani a saját létesítményeiket. Ez a nap az Esperanza kutatóállomás megszületésének a napja.
A következő években felderítőutakra indultak a bázisról, szánhúzó kutyákat tenyésztettek és kis menedékhelyeket létesítettek a térségben. Az 1958-as nemzetközi geofizikai év során a szokásos legénységen kívül a bázison tartózkodott még a haditengerészet, az Argentin Antarktiszi Intézet és a Nemzeti Meteorológiai Szolgálat több munkatársa is.
1976. február 18-án itt alapították meg az Antarktisz első katolikus kápolnáját, amelyet Assisi Szent Ferencről neveztek el. Első papja Buenaventura de Filippis volt.
Már az 1950-es években nyilvánvaló volt, hogy számos ország érdeklődik az Antarktisz iránt. Hogy Argentína se maradjon le a versenyben, Hernán Pujato tábornok azt javasolta, telepítsenek családokat az Antarktiszra. Az első családok 1977 végén érkeztek meg. 1978. január 7-én megszületett az első fiúgyermek, Emilio Palma, március 27-én pedig az első leány, Marisa de las Nieves Delgado. 1979 elején már tíz család élt itt, köztük 16 gyermek, majd az év során újabb két újszülött jött a világra.
1978. május 14-én bölcsődét, óvodát és általános iskolát is nyitottak a bázison. 2012-ben az iskola felvette a Presidente Raúl Ricardo Alfonsín nevet.

## Élővilág
Növényvilága nem túl gazdag, zuzmók és mohák telepedtek meg néhol, viszont madárból, főleg nyáron, rendkívül sok egyed van jelen. Főként a pingvinek száma magas a térségben: akár a 120 000 párt is elérheti, de rajtuk kívül előfordulnak még viharmadarak, halfarkasfélék, sirályok és tokoscsőrűfélék is. Az emlősök közül például rákevő fókák, Weddell-fókák, leopárdfókák, kék bálnák, közönséges barázdásbálnák, déli simabálnák, nagy ámbráscetek és kardszárnyú delfinek vannak jelen.

## Képek

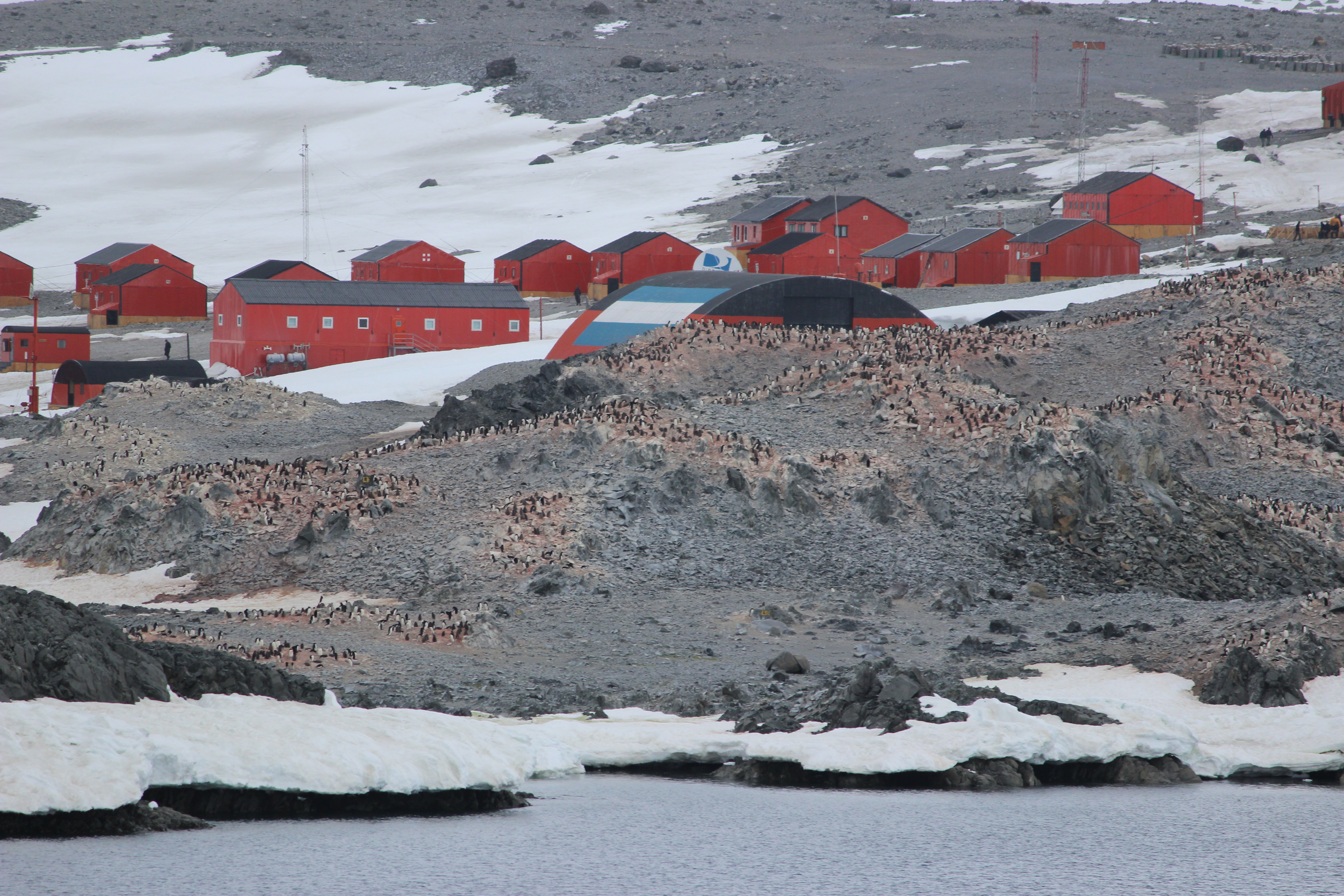
Látkép
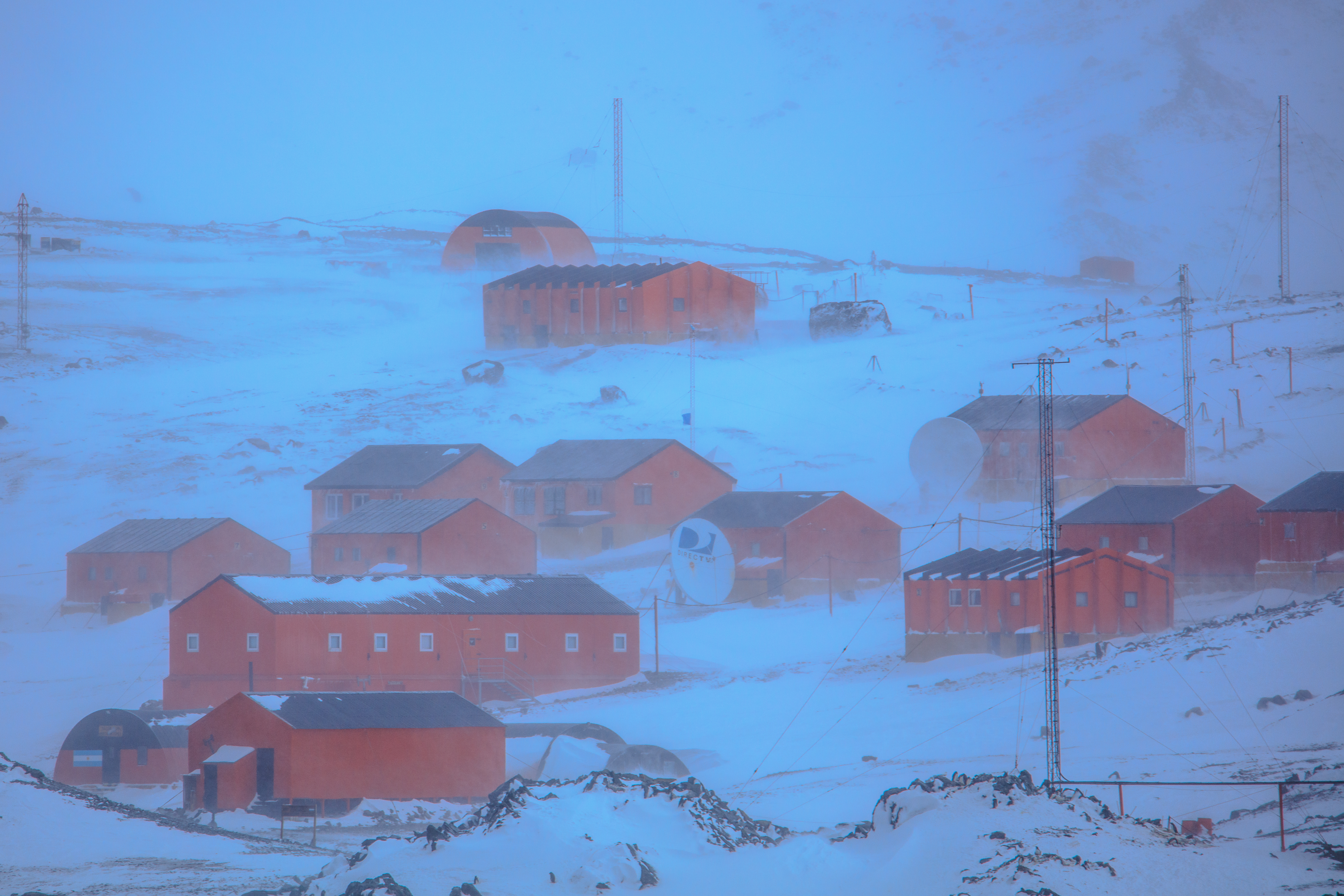
Hóviharban
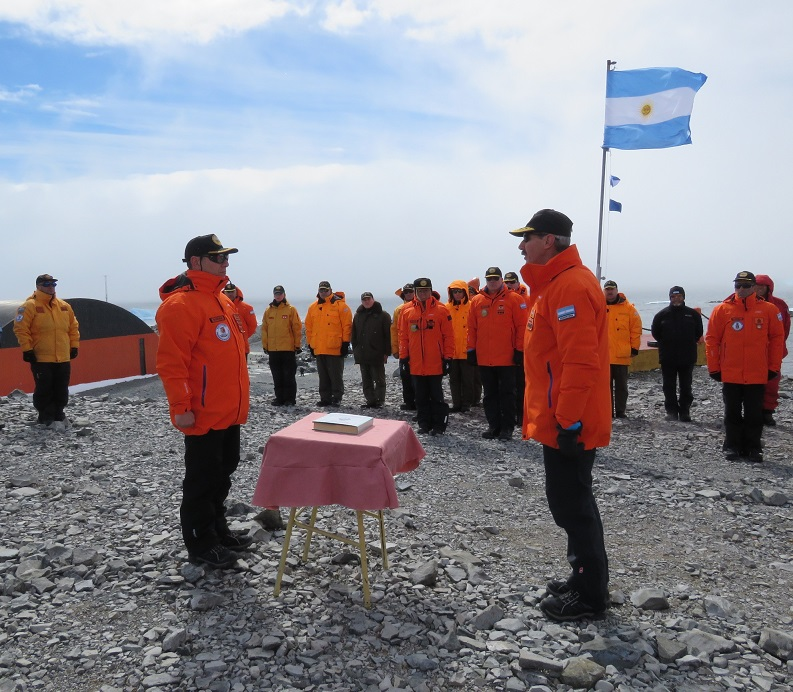
Új emberek érkezése 2019-ben
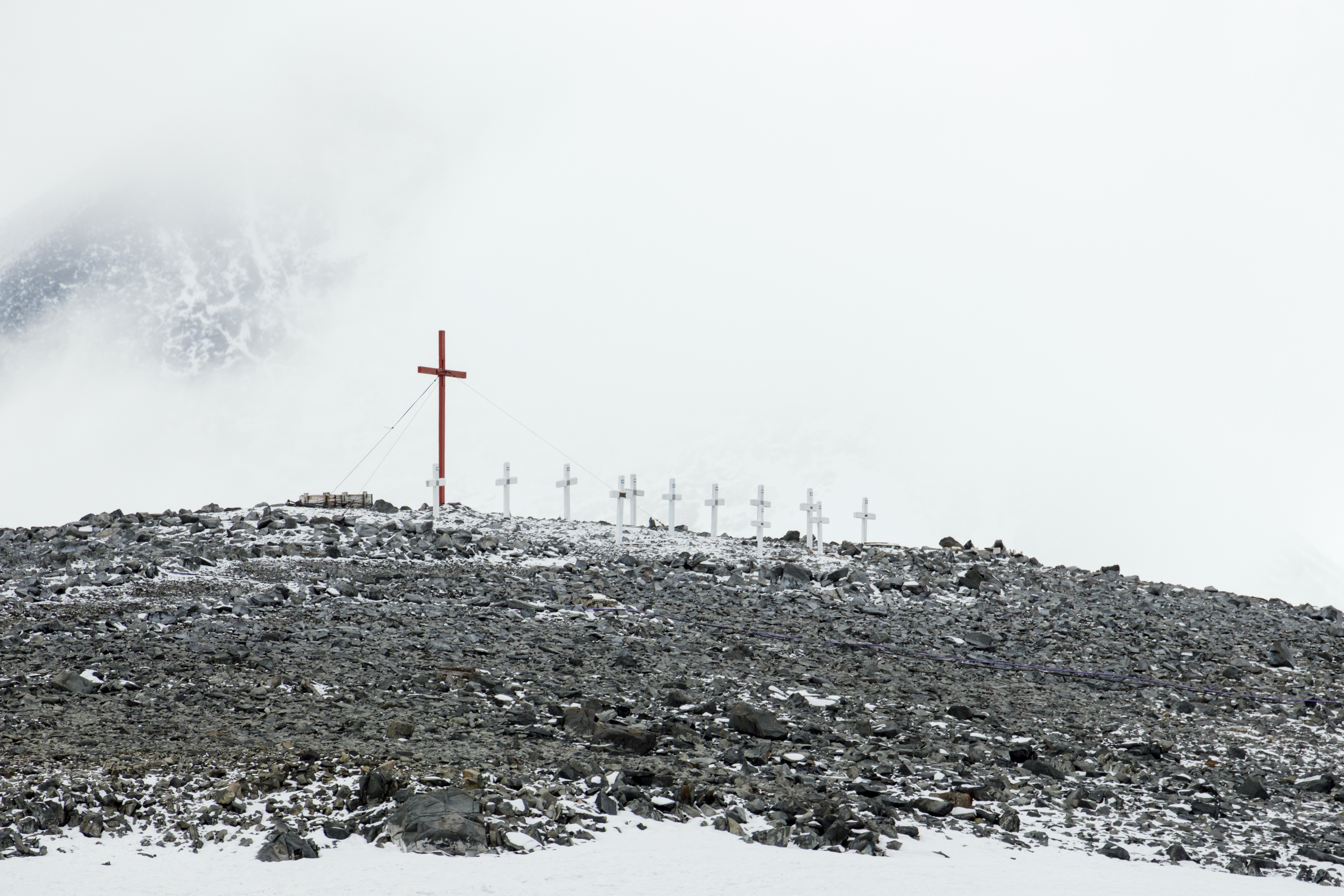
A bázishoz tartozó temető